# Растовац Будачки
Растовац Будачки је насељено мјесто у општини Крњак, на Кордуну, Карловачка жупанија, Република Хрватска.

## Историја
Растовац Будачки се од распада Југославије до августа 1995. године налазио у Републици Српској Крајини. До територијалне реорганизације насеље се налазило у саставу бивше велике општине Карловац.

## Становништво
Растовац Будачки је према попису из 2011. године имао 13 становника.
| Националност       | 1991. | 1981. | 1971. | 1961. |
| Срби               | 25    | 20    | 28    | 43    |
| Хрвати             |       | 2     |       |       |
| Југословени        |       | 1     |       |       |
| остали и непознато |       | 1     |       |       |
| Укупно             | 25    | 24    | 28    | 43    |

| Демографија | Демографија | Демографија |
| Година      | Становника  | Становника  |
| ----------- | ----------- | ----------- |
| 1961.       | 43          |             |
| 1971.       | 28          |             |
| 1981.       | 24          |             |
| 1991.       | 25          |             |
| 2001.       | 14          |             |
| 2011.       |             | 13          |